# Querenhorst
Querenhorst település Németországban, azon belül Alsó-Szászország tartományban. Lakosainak száma 501 fő (2023. december 31.).

## Népesség
A település népességének változása:
| Lakosok száma | 474  | 483  | 482  | 478  | 485  | 501  |
|               | 2016 | 2017 | 2019 | 2021 | 2022 | 2023 |